# Mutisia hieronymi
Mutisia hieronymi é uma planta Magnoliophyta da família Asteraceae, apenas encontrada raramente no Equador, porém está em perigo crítico por perda de hábitat.